# Paus Paulus VI
Paulus VI, geboren als Giovanni Battista Enrico Antonio Maria Montini (Concesio bij Brescia, 26 september 1897 – Castel Gandolfo, 6 augustus 1978), was paus van de Rooms-Katholieke Kerk van 1963 tot zijn dood 15 jaar later. Hij zette het Tweede Vaticaans Concilie voort, dat door zijn voorganger, Johannes XXIII, begonnen was. Hij was de eerste paus die per vliegtuig rond de wereld reisde. Later zou Johannes Paulus II (paus van 1978 tot 2005) deze vorm van missie vertienvoudigen. Op 14 oktober 2018 werd Paulus VI heilig verklaard.

## Vroegecarrière
Giovanni Battista Montini werd geboren als zoon van Giorgio Montini en Giudetta Alghisi. Zijn vader was jurist, journalist, directeur van de Katholieke Actie en lid van het Italiaanse parlement. Hij had twee broers: Francesco, die later arts zou worden en Lodovico, die later de politiek in zou gaan. Wegens gezondheidsproblemen moest hij zijn priesteropleiding thuis volgen. Hij volgde deze opleiding in Brescia. Op 29 mei 1920 werd hij tot priester gewijd. Hij vierde zijn eerste Heilige Mis in de parochiekerk van de Madonna delle Grazie, vlak bij zijn ouderlijk huis. Hij behaalde in hetzelfde jaar een doctoraat in het canoniek recht aan de Universiteit van Milaan en zette zijn studies voort in Rome aan de Pauselijke Gregoriaanse Universiteit en aan de Pauselijke Ecclesiastische Academie, de diplomatenopleiding van de Heilige Stoel. In 1921 promoveerde hij aan het Gregorianum in de theologie. Vanaf 1922 was hij verbonden aan het Vaticaanse staatssecretariaat. In 1923 werd hij toegevoegd aan de nuntiatuur in Warschau, maar hij keerde al spoedig terug naar Rome. Van 1925 tot 1933 was hij moderator van de Katholieke Studentenbond van Italië. In deze tijd raakte hij bevriend met Aldo Moro, de latere minister-president van Italië. Sinds 1931 gaf hij overigens - als hoogleraar - colleges kerkgeschiedenis aan de Ecclesiastische Academie. In 1937 werd Montini de rechterhand van staatssecretaris Eugenio Pacelli, de latere paus Pius XII.

## Aartsbisschop van Milaan
In 1954 benoemde Pius XII Montini tot aartsbisschop van Milaan op de zetel die was vrijgekomen na het overlijden van Alfredo Ildefonso kardinaal Schuster. Pius noemde Montini zijn persoonlijk geschenk aan Milaan. Hij ontving zijn bisschopswijding uit handen van Eugène kardinaal Tisserant in de Sint-Pieter. Paus Pius was door ziekte verhinderd zelf te consecreren, maar hij preekte wel via de radio. In Milaan ontpopte Montini zich als een bisschop die zich het lot van de arbeiders aantrok. Ook zette hij zich in voor liturgische vernieuwing.

## Kardinaal
Nadat het conclaaf van 1958 Angelo Giuseppe Roncalli tot paus Johannes XXIII gekozen had, creëerde deze Giovanni Battista Montini op 15 december 1958 kardinaal-priester. De Santi Silvestro e Martino ai Monti werd zijn titelkerk. Daarna ging het snel: bij het net afgekondigde Vaticaans Concilie werd Montini lid van het centraal comité en voorzitter van de conciliecommissie die zich met politieke vraagstukken bezighield. Hij schreef in die tijd enkele open brieven over het concilie, die in de krant L'Italia werden gepubliceerd. Johannes XXIII zou maar één zitting van het concilie overleven.

Paus Paulus VI en president Nixon op 28 september 1970

## Paus
Nadat Johannes XXIII gestorven was, koos het inmiddels flink uitgebreide aantal kardinalen Montini na een conclaaf van nog geen twee dagen op 21 juni 1963 tot zijn opvolger. Als een van zijn voornaamste taken zag hij de voltooiing van het concilie. De nieuwe paus kreeg te maken met opposanten die de progressieve koers van het concilie wilden ombuigen en zij die de conciliebesluiten juist niet ver genoeg vonden gaan. Reeds tijdens het concilie bleek het streven van Paulus VI erop gericht te zijn desnoods tot het uiterste te gaan om standpunten te verzoenen. Bij de realisering van die conciliebesluiten stuitte hij echter op grote moeilijkheden.

### Paulus en het concilie
Meteen na zijn verkiezing kondigde Paulus aan het concilie te zullen voortzetten. De voorbereidingen voor de Tweede Zittingsperiode gingen dan ook door. Tijdens de opening van de Tweede Periode, benadrukte Paulus het pastorale karakter van het concilie. Hij formuleerde ook de doelstellingen ervan:
- Het vergroten van de zelfkennis van de Kerk;
- Het vernieuwen van de Kerk
- Het herstel van de eenheid van alle christenen;
- De dialoog van de Kerk met de moderne wereld.[3]

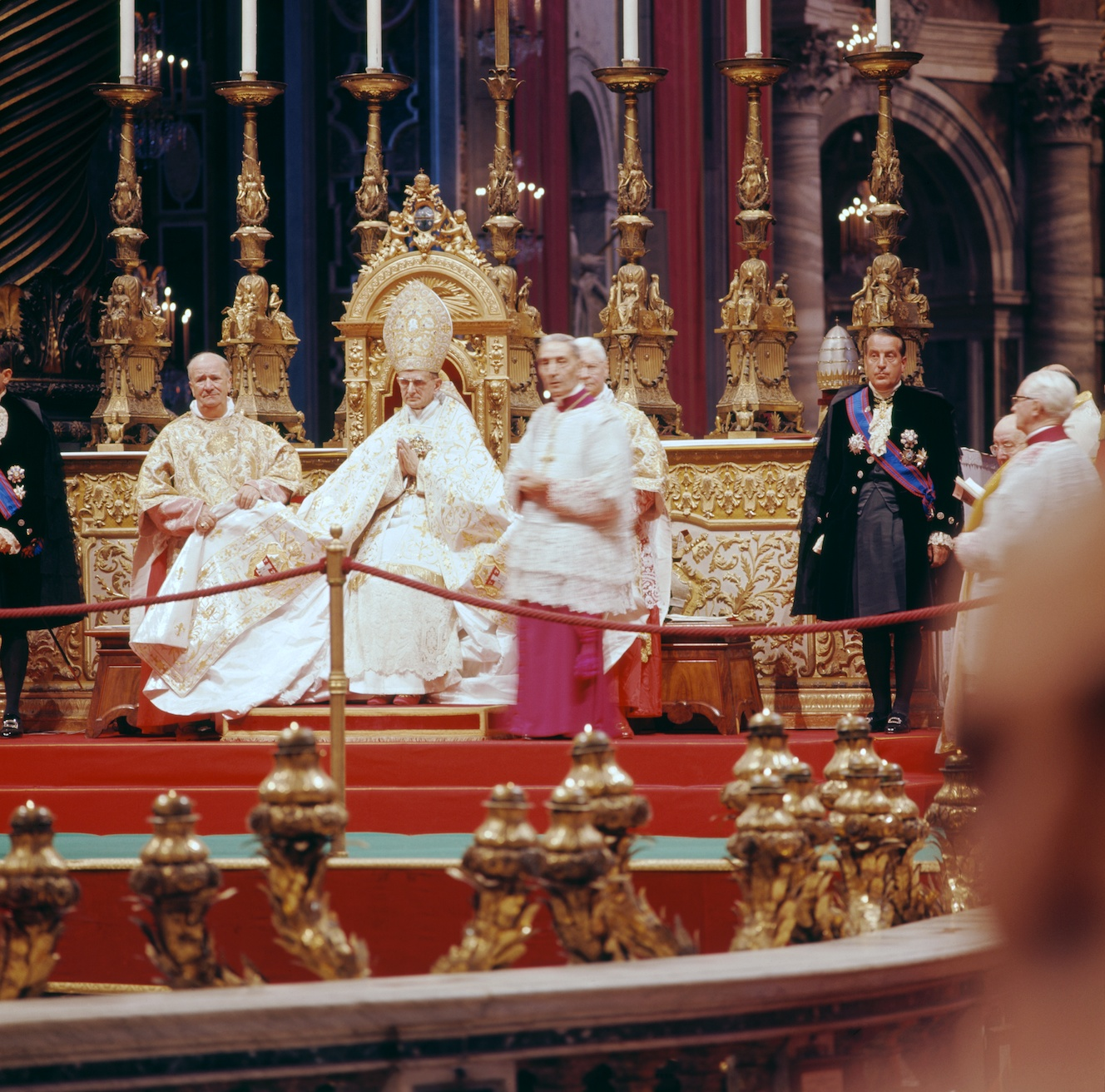
Paulus VI voorzitter van het Tweede Vaticaans Concilie

Paulus drong er bij de concilievaders op aan niet te zoeken naar nieuwe dogma's, maar veel meer de bestaande leer van de Kerk te leren kennen en begrijpelijk te maken voor de gelovigen. Opmerkelijk was dat de paus vergiffenis vroeg aan de andere christelijke kerken voor het aandeel van de katholieke Kerk in het schisma. De paus zei:

Indien wij enige schuld hebben aan deze scheiding, dan vragen wij God nederig om vergiffenis, en ook onze broeders zelf vragen wij om vergiffenis, indien zij zich door ons beledigd voelen. Wij van onze kant zijn van harte bereid, het onrecht te vergeven, dat de katholieke Kerk is aangedaan, en het leed te vergeten, dat zij verduurd heeft, ten gevolge van de langdurige onenigheid en scheiding.

Paulus zat daarna nog twee sessies van het concilie voor. Hij schipperde steeds tussen de traditie van de kerk enerzijds en de wil tot vernieuwing en verandering anderzijds. Onder de grotere veranderingen die plaatsgrepen hoort de oprichting van de Bisschoppensynode, een overlegorgaan van de bisschoppen onderling, en van de bisschoppen gezamenlijk, met de paus. Met de oprichting hiervan trachtte Paulus enerzijds tegemoet te komen aan de wens van de concilievaders om te komen tot een soort van medebestuur van de bisschoppen, terwijl hij anderzijds aan de hoogste positie van de paus niet wenste te tornen. Het sleutelbegrip bij deze kwestie werd collegialiteit, waarmee eerder een intentie tot samenwerking, dan tot delen van macht werd uitgedrukt. Weliswaar werd aan de synode het hoogste gezag toegekend, maar alleen wanneer de paus de besluiten van die synode zou erkennen.
Een andere belangrijke uitkomst van Vaticanum II was de invoering van de Novus Ordo Missae, die tussen 1969 en 1970 gestalte kreeg en die de Tridentijnse ritus verving. Voornamelijk betekende dit ruim baan voor de Heilige Mis in de volkstaal, waarbij de priester niet langer ad orientem (= naar het Oosten), maar met zijn gezicht naar het volk de mis diende.

### Encyclieken
Paulus VI schreef zeven encyclieken. De eerste drie, Ecclesiam Suam (6 augustus 1964) en Mysterium Fidei (3 september 1965), stonden in het teken van de concilieproblematiek.
De Mariaverering was het onderwerp van twee van zijn encyclieken: Mense Maio (29 april 1965, over de meimaand en het bidden van de rozenkrans) en Christi Matri Rosarii (15 september 1966, over speciale gebeden ter ere van de Moeder Gods tijdens de maand oktober).
In de encycliek Populorum Progressio (26 maart 1967) vroeg hij aandacht voor de kloof tussen arme en rijke landen, betreurde deze en herinnerde de lezers eraan dat de goederen van deze wereld voor iedereen bedoeld zijn. In twee kwesties, het priestercelibaat en de geboorteregeling, handhaafde hij het standpunt van al zijn voorgangers in de encyclieken Sacerdotalis Caelibatus (24 juni 1967), respectievelijk Humanae Vitae (25 juli 1968). Beide encyclieken brachten binnen en buiten de Kerk discussies op gang en veroorzaakten, vooral in Noord-Amerika en Europa, een golf van teleurstelling en protest maar ook waardering.
In het laatste jaar van zijn leven werd Paulus VI zwaar geschokt door de moord (9 mei 1978) op zijn vriend Aldo Moro, leider van de Italiaanse christendemocraten. Zijn voorgaan in de uitvaart van Moro was zijn laatste openbare optreden: hij bezweek twee maanden later aan een hartaanval op het pauselijk buitenverblijf van Castel Gandolfo.
Op leerstellig gebied demonstreerde Paulus VI een grote bezorgdheid voor het pauselijk gezag. Daarbuiten toonde hij een open en vooruitstrevende houding op sociaal gebied en in kwesties betreffende de wereldvrede.

### Vernieuwingen in het College van Kardinalen
Wellicht het meest verstrekkend zijn Paulus' beleidswijzigingen geweest met betrekking tot aard en omvang van het College van Kardinalen. Het meest in het oog springt de - bij motu proprio (Ingravescentem Ætatem) afgekondigde maatregel dat kardinalen van tachtig jaar en ouder geen deel meer mochten nemen in het conclaaf. Hiermee werd feitelijk een hele generatie kardinalen in één pennenstreek van zijn macht ontdaan. Eveneens essentieel is hetgeen Paulus regelde in het document Ecclesiae Sanctae, dat bepaalde dat bisschoppen en hoge Curiefunctionarissen geacht werden op hun vijfenzeventigste verjaardag vrijwillig hun ontslag aan te bieden. Beide maatregelen gaven Paulus de gelegenheid een enorme vernieuwingsslag te maken binnen het College. Hoge Curiefunctionarissen die met leeftijdsontslag gingen, werden vervangen door anderen die meestal gelijk tot kardinaal werden gecreëerd. Ook stelde Paulus een nieuw maximum aan het aantal kiesgerechtigde kardinalen. Dat was sinds paus Sixtus V (met de pauselijke bul Postquam verus uit 1586) vastgesteld op 70, maar al door paus Johannes XXIII ruimschoots overschreden. De nieuwe regel van Paulus betekende een enorme uitbreiding. Tal van landen die nog nooit een kardinaal hadden gehad, werden nu met rode hoeden bedeeld. Het procentueel aandeel van de Italiaanse kardinalen daalde navenant in het College. Zuid-Amerika en Afrika kregen procentueel een veel groter aandeel. In het licht van de wijzigingen die Paulus doorvoerde, behoeft het niet te verbazen dat in 1978 voor het eerst sinds eeuwen een niet-Italiaan werd gekozen tot paus. Dat zette zich bij de volgende pausen in 2005, 2013 en 2025 verder.

### Reizen

Landen die Paulus VI bezocht heeft tijdens zijn pontificaat

Veel publiciteit kregen de reizen van Paulus VI: onder meer naar Israël (1964), de Verenigde Naties (New York, 1965), de Wereldraad van Kerken (Genève, 1969) en naar het Verre Oosten en Oceanië (1970). Tijdens die laatste reis ontsnapte hij in Manilla, op de Filipijnen, aan een moordaanslag. Deze aanslag werd beraamd door Benjamín Mendoza. Die ging verkleed als priester naar de paus toe, maar hij zag uiteindelijk van de aanslag af.
Voor de oecumenische beweging verwierf hij grote verdiensten door zijn toenadering tot de orthodoxe patriarch Athenagoras I (1964 en 1967) en tot de anglicaanse aartsbisschop Ramsey (1966). Hij verleende de status van kerklerares aan Theresia van Ávila en Catharina van Siena, de eerste twee vrouwen ooit die deze erkenning kregen. Hij stelde het functionele ontslag voor priesters en bisschoppen vast op 75 jaar, en bepaalde dat kardinalen ouder dan 80 niet meer mochten participeren in het werk van de Romeinse Curie, noch in de pausverkiezingen (conclaven). Voor de Nederlandse kerkprovincie waren de bisschopsbenoemingen van Adrianus Johannes Simonis voor Rotterdam in 1970 en Joannes Matthijs Gijsen voor bisdom Roermond in 1972 van belang. Zijn voorzichtige toenadering tot communistische regeringen, zijn aanhankelijkheid aan de Verenigde Naties, zijn oecumenisch streven en de invoering van een nieuwe liturgie door het nieuwe Romeins missaal (Novus Ordo Missae, 1969-1970) waren verder opmerkelijk.
Het publiekelijk afleggen van de pauselijke tiara door Paulus VI werd door vele katholieken als een grote schok ervaren. Dit gebaar was aanvankelijk omstreden, maar geen van de opvolgers van Paulus VI zou zich nog laten kronen en de discussie erover verstomde. In 2005 verving paus Benedictus XVI de tiara, die tot dan toe het pauselijk wapenschild had gesierd, door de bisschopsmijter.
De verscherpte polarisatie binnen de Rooms-Katholieke Kerk is lastig geweest voor deze paus.

### Oorlogsbuit
Vele auteurs hebben geschreven over de hulp die (instellingen van) het Vaticaan na de oorlog hebben gegeven aan Duitse nazi's en Italiaanse fascisten, zodat ze voor de vervolging konden vluchten naar onder meer Zuid-Amerikaanse landen. Ook Giovanni Montini, toentertijd ondersecretaris, wordt met deze hulp in verband gebracht.
In 1999 daagden de overlevenden en familieleden van slachtoffers van de Kroatische Ustasa-terreur (joden, Serven en Roma) onder meer de Vaticaanse Bank voor het gerecht met het oog op teruggave van oorlogsbuit. Na de oorlog zouden zo'n tien vrachtwagenladingen met kunst, goud, zilver en juwelen zijn afgeleverd bij Krunoslav Draganovic, de Kroatische ambassadeur voor het Vaticaan. Dit vermogen werd later door Ustasa-kopstukken gebruikt om te vluchten, onder wie Ante Pavelić.
Draganovic rapporteerde indertijd direct aan Montini. Uit een getuigenverklaring van William Gowen zou blijken dat deze oorlogsbuit werd witgewassen met instemming van Montini. Gowen was in die jaren 'special agent' in het Amerikaanse leger die met zijn dienst belast was met de opsporing van oorlogsmisdadigers ('Operation Circle'). Volgens hem zou Montini op een gegeven moment hebben gehoord van deze activiteiten (mogelijk via O.S.S.-hoofd James Angleton) en daarover hebben geklaagd bij zijn superieuren. Gowen kreeg te horen dat hij de immuniteit van kerkgebouwen schond.
De advocaten van de Vaticaanse Bank stelden dat er niets gebeurd is wat strijdig is met het internationale recht. De zaak loopt nog steeds.

## Laatste maanden en dood

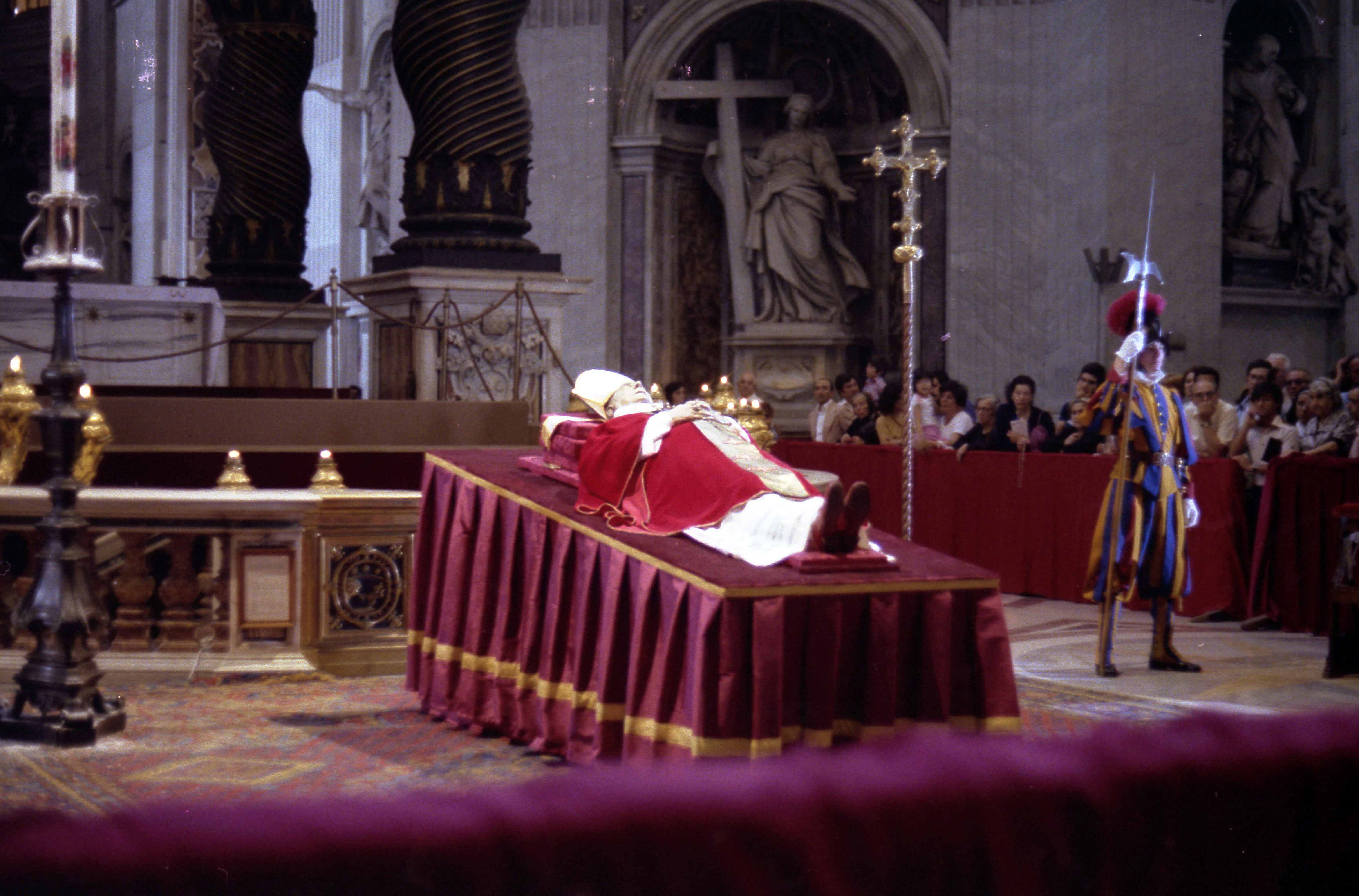
Begrafenis van paus Paulus VI in de Sint-Pietersbasiliek in augustus 1978

Op 16 maart 1978 werd Paulus' vriend - en oud-premier van Italië - Aldo Moro door de Rode Brigades gegijzeld. Op 20 april van dat jaar ontving de paus een bericht van Moro zelf, die de paus vroeg hem te helpen aan de eisen van de brigades tegemoet te komen. Die schreef daarop een open brief aan hen:

Ik heb geen mandaat om met jullie te spreken, en ben niet gebonden door welke persoonlijke belangen dan ook. Maar ik hou van hem als een lid van de menselijke familie, en als een vriend uit mijn studententijd en - op een heel bijzondere wijze - als broeder in het geloof en als zoon van de Kerk van Christus. Ik doe een beroep op jullie, dat jullie zeker niet zullen negeren; op mijn knieën smeek ik jullie om Aldo Moro vrij te laten, zo maar, zonder voorwaarden. Niet vanwege mijn bescheiden en echt gemeende interventie, maar omdat hij met jullie de gemeenschappelijke broederlijke waardigheid deelt van de menselijkheid. Mannen van de Rode Brigade, geef mij - als de stem van zovelen van onze landgenoten - de hoop dat in jullie harten gevoelens van menselijkheid zullen zegevieren. In gebed, en altijd van jullie houdend, ben ik afwachting van het bewijs daarvoor, Paulus PP VI.

De brief van Paulus ontmoette kritiek van vele Italianen, die de toonzetting ervan te mild vonden ten opzichte van de Brigades. Toen Moro uiteindelijk vermoord was teruggevonden in de achterbak van een auto, was Paulus gebroken. Hij ging voor in de requiemmis die voor Moro in de Sint-Jan van Lateranen werd gehouden. Hij hield er een gedenkwaardige preek, waarin hij, haast als in een gesprek met God, onder andere het volgende zei:

En nu willen onze lippen, die gesloten zijn als door een enorm obstakel, vergelijkbaar met de grote steen voor de ingang van het graf van Christus, zich openen om het De Profundis uit te spreken, te schreeuwen, te huilen: de onuitsprekelijke pijn waarmee deze tragedie onze stem verstikt. Mijn God, Luister naar Ons, en wie zou er beter kunnen luisteren naar Onze klacht dan U, O, God van het leven en van de dood? U heeft niet geantwoord op onze smeekbede om de veiligheid van Aldo Moro, van deze goede, milde, wijze en onschuldige man, en vriend.

Het zou een van de laatste publieke optredens zijn van deze paus, die op het moment van het requiem voor Aldo Moro al ernstig ziek was. Paulus VI overleed aan de gevolgen van een hartaanval, die hij kreeg tijdens de Mis ter gelegenheid van de feestdag van de Transfiguratie van Onze Heer, in de kapel van het pauselijk buitenverblijf in Castel Gandolfo, minder dan twee maanden voor zijn 81e verjaardag. Hij werd bijgezet in de grafkelder van de Sint Pieter in Rome waar diverse pausen hun laatste rustplaats hebben gevonden.

## Eerbiedwaardig verklaard
Op 20 december 2012 werd Paulus VI door paus Benedictus XVI eerbiedwaardig verklaard, een eerste stap op de weg naar een zaligverklaring.

## Zaligverklaring
Eind 2013 erkende de Congregatie voor de Heilig- en Zaligsprekingsprocessen een wonder dat werd toegeschreven aan Paulus VI. Begin jaren 1990 werden bij een nog ongeboren baby in de Verenigde Staten afwijkingen vastgesteld die tot ernstige handicaps zouden leiden. De artsen raadden de moeder dan ook abortus aan. Zij wilde dit echter niet, en bad tot Paulus VI. Na de geboorte vertoonde de baby als bij wonder geen enkele afwijking. De erkenning van dit wonder bracht Paulus' zaligverklaring dichterbij. Op 6 mei 2014 erkende bovengenoemde congregatie van de Rooms-Katholieke Kerk het wonder dat nodig is om paus Paulus VI zalig te kunnen verklaren. Op 19 oktober van dat jaar - aan het einde van de Bisschoppensynode - werd paus Paulus VI door een van zijn opvolgers, paus Franciscus, zalig verklaard.

## Heiligverklaring
Bijna dag op dag vier jaar later, op 14 oktober 2018, werd hij door dezelfde paus heilig verklaard.
Normaliter zou zijn gedachtenis op 6 augustus zijn. Maar de Kerk viert daar reeds de Gedaanteverandering van de Heer. Daarom heeft de Congregatie voor de Eredienst en de discipline der sacramenten beslist om zijn gedachtenis te plaatsen op 29 mei, de dag van zijn priesterwijding.

## Werken
- Lettere a un giovane amico. Carteggio di G.B. Montini con Andrea Trebeschi, 1914–1923, uitgegeven door C. Trebeschi (1978)
- Discorsi dell'arcivescovo di Milano (5 delen, 1961–1965)
- Insegnamenti di Paolo VI (15 delen, 1963–1978)